# Saint-Denis-sur-Coise
Saint-Denis-sur-Coise là một xã trong tỉnh Loire miền trung nước Pháp.